# Harc a levegőért

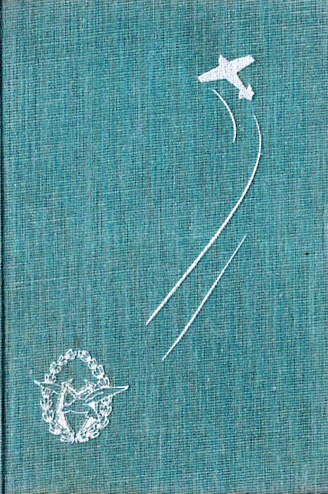
A "Harc a levegőért" sorozat borítója

A Révai kiadó 1940 körül adta ki Budapesten a Harc a levegőért - Műegyetemi Sportrepülő Egyesület könyvei című könyvsorozatát a korszak magyar és külföldi szerzőinek népszerű repülős visszaemlékezéseiből válogatva. A sorozat 10 számozatlan kötetet tartalmaz. 1945 után az egyik kötetet háborús propagandának nyilvánították és betiltották.

## Története
A második világháború korai szakaszában, évszám nélkül, de 1940 vége előtt kiadott kötetek aktuális repülős témákat dolgoztak fel, népszerű, többnyire külföldi szerzők műveit szedve sorozatba.
A kötetek vászon kötésűek, egységes fehér vagy kék mintás, világoskék borítóval. Fekete-fehér fotókkal illusztrált, 19 cm x 13 cm méretű könyvek. A címlapon nem szerepel szöveg, csak a Műegyetemi Sportrepülő Egyesület jelvénye és egy stilizált repülőgép látható. A művek fordítóit, kiadás évét nem jelzi a kiadó.

## A sorozat egyes darabjai
- Amélia Earhart: Az utolsó út, - 222 pp.
- Anne M. Lindbergh: Zúg a szél, - 206 pp.
- Antoine de Saint-Exupéry: Egyedül a felhők felett, - 290 pp.
- Bánhidi Antal: Pilóta lettem, - 261 pp.
- Günther Plüschow: Ezüstkondor, - 259 pp.
- Lucio D'Ambra: Szárnyas katonák, - 274 pp.
- Magyar Sándor: Álmodni mertünk, - 233 pp.[* 1]
- Steff Tibor: Játék az éggel, - 259 pp.
- Svachulay Sándor: A természet aviatikusai, - 382 pp.
- Valentino Tocci: Légi párbaj, - 137 pp.